# Парагуари (департамент)
Парагуари (исп. Paraguarí) — один из департаментов Парагвая, занимает территорию в 8 705 км². население составляет 221 932 человек (2002). Административный центр — город Парагуари.

## География
К северу департамента местность повышается, становится более холмистой; юго-запад представляет собой плоские равнины, хорошо пригодные для выпаса скота.
Среднегодовая температура составляет 21 °C, достигая максимума 39 °C и минимума 2 °C.

## Административное деление
В административном отношении делится на 17 округов:

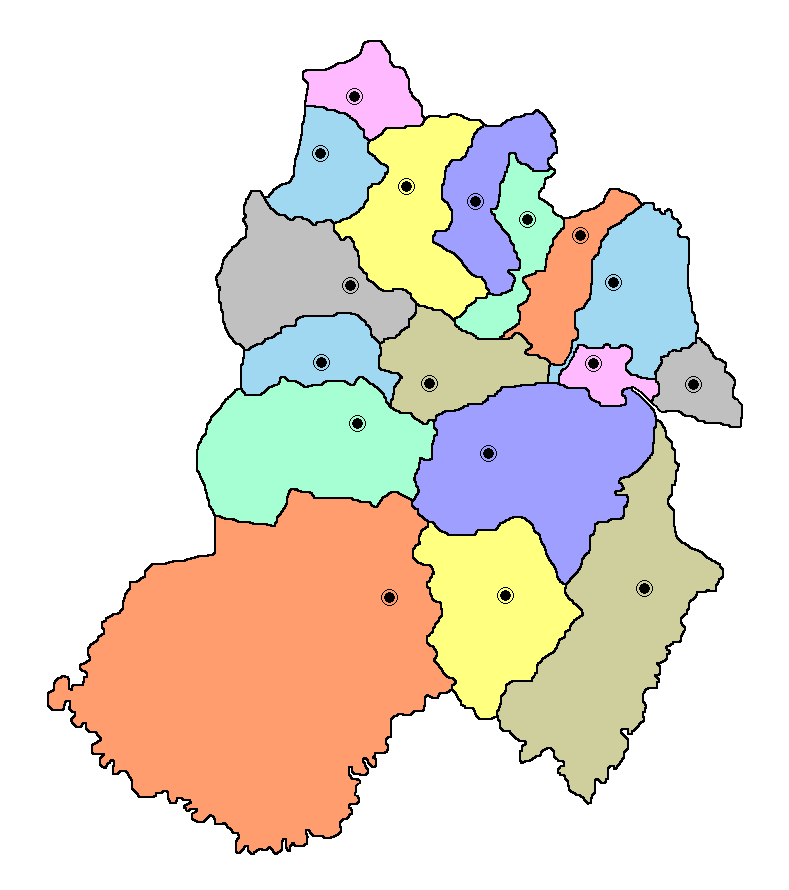
Округа департамента Парагуари.

| №  | Округа                                                             | Площадь, км² | Население, чел. (2002) |
| -- | ------------------------------------------------------------------ | ------------ | ---------------------- |
| 1  | Акахай (Acahay)                                                    | 397          | 14 863                 |
| 2  | Каапуку (Caapucú)                                                  | 2 294        | 7 249                  |
| 3  | Карапегуа (Carapeguá)                                              | 435          | 30 758                 |
| 4  | Эскобар (Escobar)                                                  | 354          | 7 935                  |
| 5  | Хенераль Бернардино Кабальеро (General Bernardino Caballero)       | 162          | 6 449                  |
| 6  | Ла-Кольмена (La Colmena)                                           | 111          | 5 234                  |
| 7  | Мбуйяпей (Mbuyapey)                                                | 1 092        | 13 035                 |
| 8  | Парагуари (Paraguarí)                                              | 273          | 22 154                 |
| 9  | Пирайю (Pirayú)                                                    | 141          | 15 003                 |
| 10 | Киинди (Quiindy)                                                   | 885          | 18 431                 |
| 11 | Куйкуйё (Quyquyhó)                                                 | 624          | 6 865                  |
| 12 | Сан-Роке-Гонсалес-де-Санта-Крус (San Roque González de Santa Cruz) | 293          | 10 641                 |
| 13 | Сапукаи (Sapucai)                                                  | 326          | 6 010                  |
| 14 | Тебикуари-ми (Tebicuary-mí)                                        | 122          | 3 804                  |
| 15 | Ягуарон (Yaguarón)                                                 | 192          | 25 984                 |
| 16 | Ибикуи (Ybycuí)                                                    | 273          | 20 887                 |
| 17 | Йбитими (Ybytymí)                                                  | 303          | 6 630                  |

## Экономика

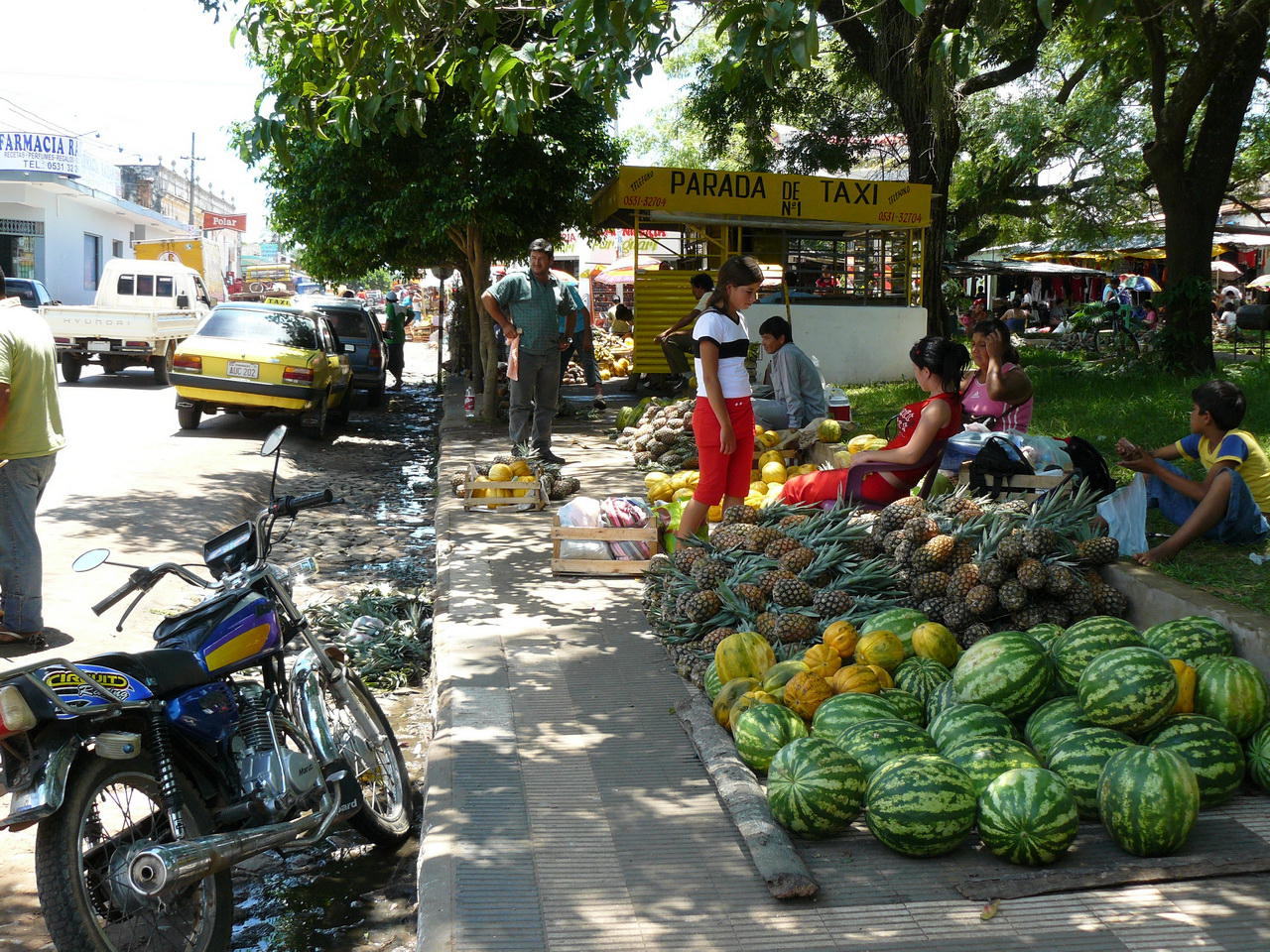
Рынок в Парагуари

Важным фактором экономики является скотоводство, главным образом разведение крупного рогатого скота и свиноводство. Имеется также птицеводство. Продукция сельского хозяйства играет менее важную роль и предназначена главным образом для удовлетворения потребностей местного населения. Имеются предприятия по переработке сахарного тростника и хлопка, предприятия молочной промышленности.
Провинция расположена в 51 км от столицы страны, Асунсьона по национальной трассе №1.

## Достопримечательности
На территории округа Ибикуи находится Национальный парк Ибикуи, где имеется несколько водопадов, наиболее популярный из которых — Сальто-Мина.